# Шатодубл (Вар)
Шатодубл (фр. Châteaudouble) је насељено место у Француској у региону Прованса-Алпи-Азурна обала, у департману Вар.
По подацима из 2011. године у општини је живело 456 становника, а густина насељености је износила 11,15 становника/km².

## Демографија
| 1962. | 1968. | 1975. | 1982. | 1990. | 2011. |
| ----- | ----- | ----- | ----- | ----- | ----- |
| 247   | 238   | 194   | 271   | 322   | 456   |